# 日野村 (兵庫県)
日野村（ひのむら）は、兵庫県多可郡にあった村。現在の西脇市の北西部、杉原川の沿岸にあたる。

## 地理
- 河川：杉原川

## 歴史
- 1889年（明治22年）4月1日 - 町村制の施行により、西田井村・富田村・郷之瀬村・小坂村・大木村・前島村・市原村・羽山村・富吉村・上野中村の区域をもって発足。
- 1952年（昭和27年）4月1日 - 西脇町・重春村・比延庄村と合併して西脇市が発足。同日日野村廃止。

## 交通

### 鉄道路線
- 日本国有鉄道
  - 鍛冶屋線
    - 市原駅 - 羽安駅